# Garij Napalkov
Garij Jurjevitsj Napalkov (ryska: Гарий Юрьевич Напалков) född 27 juni 1948 i Nizjnij Novgorod är en sovjetisk tidigare backhoppare som tävlade för Sovjetunionen. Han representerade Burevestnik Gorkij/Nizhny Novgorod.

## Karriär
Garij Napalkov deltog i tysk-österrikiska backhopparveckan säsongen 1967/1968. Han vann deltävlingen i Innsbruck 6 januari 1968 och blev nummer 6 sammanlagt i hoppveckan. I backhopparveckan 1969/1970 vann Napalkov deltävlingen i Oberstdorf och blev nummer tre sammanlagt efter Horst Queck från DDR och Bjørn Wirkola från Norge.
Under olympiska vinterspelen 1968 i Grenoble i Frankrike blev Napalokv nummer 14 i normalbacken i Autrans, 11,1 poäng efter segrande Jiří Raška från dåvarande Tjeckoslovakien. I stora backen i Saint-Nizier blev han nummer 11, 28,2 poäng efter guldvinnaren och landsmannen Vladimir Belusov. Napalkov deltog även i OS 1972 i Sapporo i Japan. I normalbacken i Miyanomori blev Napalkov nummer 7. I stora backen i Ōkurayama blev Napalkov nummer 6 i en tävling som arrangerades under mycket svåra vindförhållanden.
Skid-VM 1970 som ägde rum i Vysoké Tatry i det dåvarande Tjeckoslovakien blev höjdpunkten i karriären för Garij Napalkov. Han vann båda backhoppstävlingarna (normalbacken och stora backen) og blev dubbel världsmästare. I normalbacken vann han 2,9 poäng före Yukio Kasaya från japan. I stora backen var Napalkov 13,7 poäng före Jiří Raška från Tjeckoslovakien.
I Världsmästerskapen i skidflygning 1972 i Planica blev Napalkov nummer 39 (av 43 startande) och i VM i skidflygning 1973 i Oberstdorf blev han nummer 41 (av 51 startande). Garij Napalkov vann backhoppningen under Lahtisspelen 1970. Samma år tog Napalkov andraplatsen i Holmenkollrennet efter landsmannen Vladimir Belusov. Napalkov blev även sovjetisk mästare i normal- och stor backe 1970.